# شاتل فضایی چلنجر

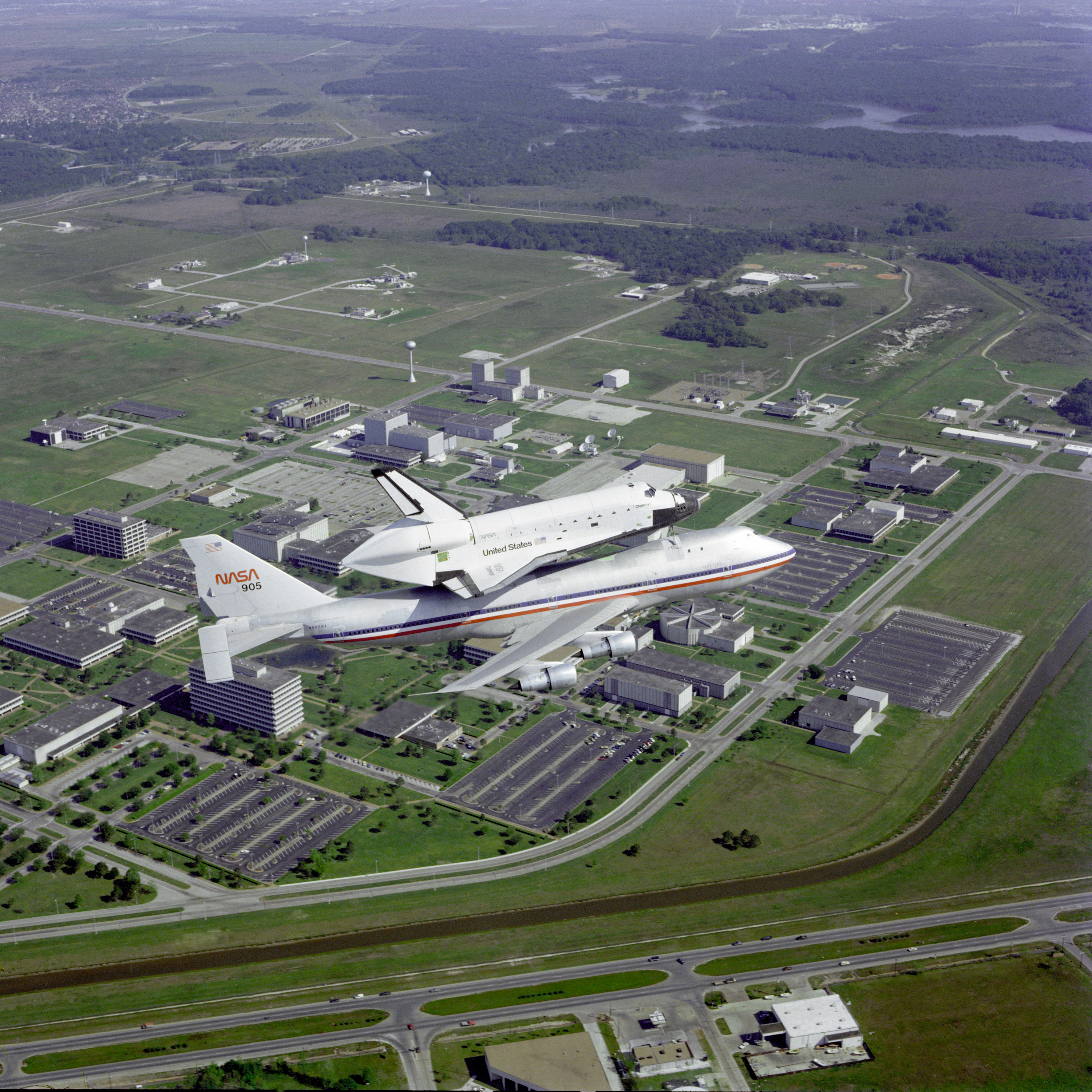
شاتل فضایی چلنجر، سوار بر هواپیمای شاتل‌بر، بر فراز مرکز فضایی جانسون

شاتل فضایی چلنجر (به انگلیسی: Space Shuttle Challenger)، دومین مدارگرد به کار گرفته شده در برنامه شاتل‌های فضایی سازمان هوانوردی و فضایی ملی آمریکا (ناسا) پس از شاتل فضایی کلمبیا بود. این شاتل فضایی، اولین پرواز آزمایشی‌اش را در ۴ آوریل ۱۹۸۳ انجام داد و قبل از انهدام، در ۹ مأموریت فضایی شرکت کرد. فضاپیمای چلنجر در ۲۸ ژانویه ۱۹۸۶ در آغاز مأموریت اس‌تی‌اس-۵۱-ال و پس از گذشت ۷۳ ثانیه از پرتاب منفجر شد و تمام ۷ سرنشین آن کشته شدند.

## نگارخانه

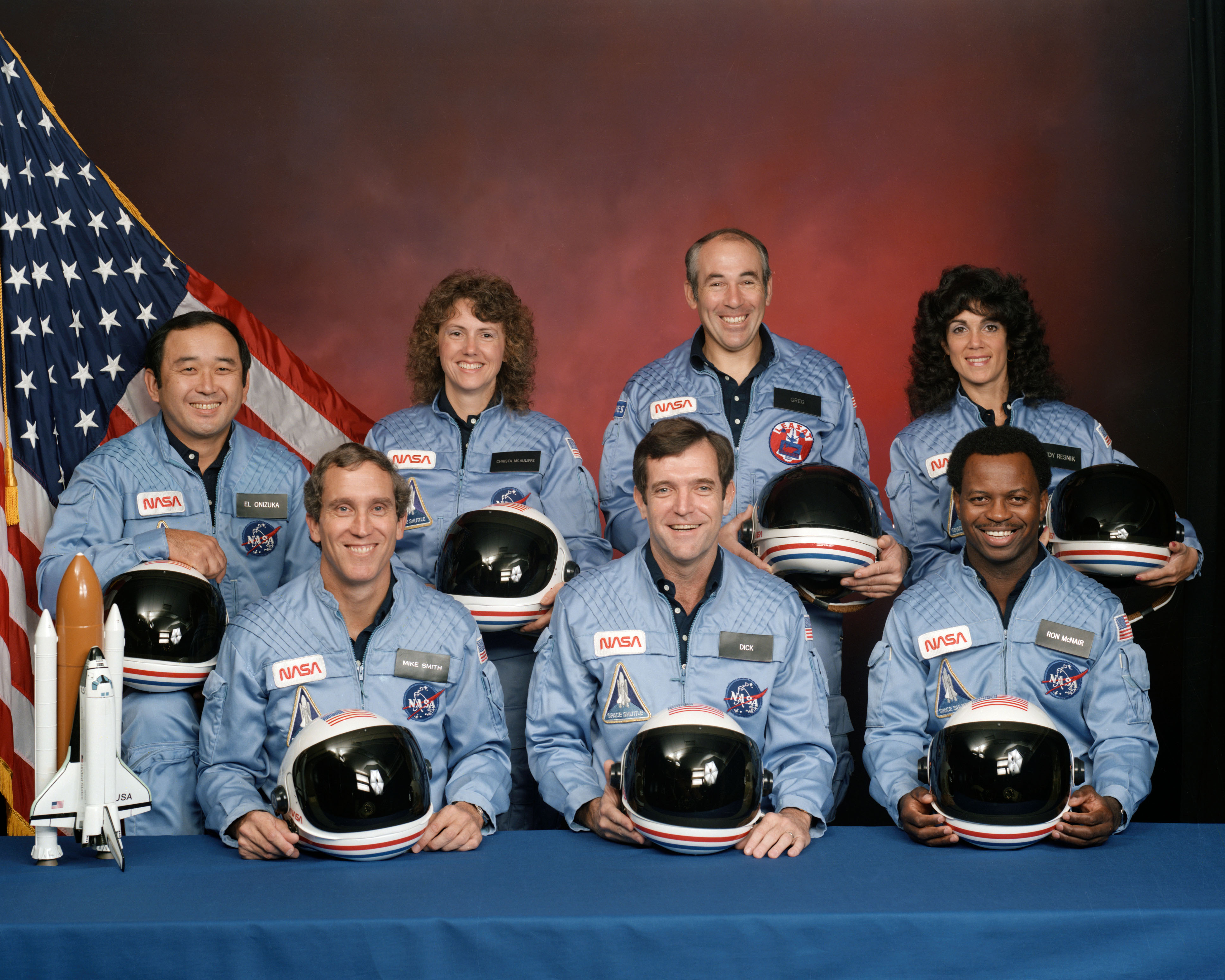
سرنشینان آخرین مأموریت شاتل چلنجر (اس‌تی‌اس-۵۱-ال)

## مأموریت‌ها

### یادبود و نشان‌های مأموریت
|              |              |              |              |              |              |
| اس‌تی‌اس-۶     | اس‌تی‌اس-۷     | اس‌تی‌اس-۸     | اس‌تی‌اس-۴۱-بی | اس‌تی‌اس-۴۱-سی | اس‌تی‌اس-۴۱-جی |
|              |              |              |              |              |              |
| اس‌تی‌اس-۵۱-بی | اس‌تی‌اس-۵۱-اف | اس‌تی‌اس-۶۱-ای | اس‌تی‌اس-۵۱-ال |              |              |